# 立石尚行
立石 尚行（たていし なおゆき、1970年5月14日 - ）は、千葉県習志野市出身の元プロ野球選手（投手）。右投右打。現在は北海道日本ハムファイターズ・ベースボールアカデミーのコーチ（野球教室講師）として活動している。

## 経歴

### プロ入り前
市立船橋高では同期の伏島良平（巨人）とバッテリーを組み、エースとして1988年春の選抜に出場。1回戦で倉吉東高に敗退。1年下のチームメートに中堅手の大野和哉がいた。
卒業後は社会人野球のNTT関東に入社。川崎製鉄千葉・新日本製鐵君津と共に『千葉3強』の一角を形成していたチームをエースとして支えた。チームメートにバッテリーを組んでいた小笠原道大(当時捕手)や、遊撃手の沖原佳典がいる。
1996年の都市対抗に小笠原、沖原とともに新日本製鐵君津の補強選手として出場。1回戦ではJR東海を相手に先発として起用され好投、勝利投手となる。チームも準々決勝に進むが朝日生命に敗退した。
1998年はNTT関東チームの一員として都市対抗に出場。同年の日本選手権では、決勝で福留孝介を擁する日本生命相手に7失点ながら完投し9回に逆転されたがその裏に逆転サヨナラ勝ち、優勝を飾る。この試合で勝利投手となり優秀選手に選出された。同年のアジア大会日本代表にも選ばれたが、この年限りでNTT関東硬式野球部がNTTグループの統合再編に伴って廃部。これに伴って立石にも転籍話が持ち上がったが、その年のドラフトで日本ハムファイターズからドラフト3位指名を受けた。社会人野球歴10年、28歳でのプロ入りとなった。

### プロ入り後
プロ入り後は先発もリリーフもできる投手として重宝された。
2000年には9勝の好成績を挙げた。
2004年3月31日のオリックス・ブルーウェーブ戦でチームの北海道移転後初の勝利投手となる。5月10日の対千葉ロッテマリーンズ戦（札幌ドーム）では日本プロ野球タイ記録の1試合3ボークを記録。6月15日の対ロッテ戦（千葉マリンスタジアム）で3年ぶり、1005日ぶりの勝利投手となる
2005年には6月26日の西武ライオンズ戦でチーム移転後通算100勝目の勝利投手となる。シーズン終盤には、この頃に確立された武田久、ブラッド・トーマス、建山義紀との4Ts（フォーティーズ）と呼ばれる勝利の方程式のリーダーとして、自身は先発もこなすなど大車輪の活躍を見せる。9月4日の対ロッテ戦ではこの4人だけのリレーで勝利、先発した立石が勝利投手になっている。
2006年には谷間の先発を任されている。
2007年に一軍登板なしに終わると、オフに日本ハムから戦力外通告を受け、現役引退。日本ハム球団の職員になった。
2008年3月5日に札幌ドームで行われたオープン戦、日本ハム対東京ヤクルトスワローズ戦の試合前に引退セレモニーが行われ、同期入団の森本稀哲を打席に迎えて最後の投球を披露した。

## 選手としての特徴・人物
チーム状況によって先発もリリーフもこなす器用さを持っていたため、トレイ・ヒルマン監督には「彼はボールを渡したらどこでも投げられる。私が見てきた中で最もプロらしい選手の一人だ」と評されていた。入団時の監督だった上田利治は、日本ハムファイターズファンである伊集院光のラジオ（深夜の馬鹿力）にゲスト出演した際、「1位指名の松坂大輔を抽選で外したが、（同年ドラフト2位の）建山と立石の2人をとれたことの方が嬉しい」と語っていた。

## 詳細情報

### 年度別投手成績
| 年 度     | 球 団     | 登 板 | 先 発 | 完 投 | 完 封 | 無 四 球 | 勝 利 | 敗 戦 | セ 丨 ブ | ホ 丨 ル ド | 勝 率 | 打 者 | 投 球 回 | 被 安 打 | 被 本 塁 打 | 与 四 球 | 敬 遠 | 与 死 球 | 奪 三 振 | 暴 投 | ボ 丨 ク | 失 点 | 自 責 点 | 防 御 率 | W H I P |
| --------- | --------- | ----- | ----- | ----- | ----- | -------- | ----- | ----- | -------- | ----------- | ----- | ----- | -------- | -------- | ----------- | -------- | ----- | -------- | -------- | ----- | -------- | ----- | -------- | -------- | ------- |
| 1999      | 日本ハム  | 21    | 3     | 0     | 0     | 0        | 1     | 1     | 1        | --          | .500  | 202   | 46.2     | 49       | 4           | 14       | 1     | 5        | 34       | 2     | 2        | 28    | 28       | 5.40     | 1.35    |
| 2000      | 日本ハム  | 27    | 16    | 1     | 0     | 0        | 9     | 4     | 0        | --          | .692  | 484   | 112.2    | 107      | 13          | 51       | 0     | 2        | 68       | 2     | 1        | 57    | 51       | 4.07     | 1.40    |
| 2001      | 日本ハム  | 18    | 10    | 0     | 0     | 0        | 3     | 4     | 0        | --          | .429  | 258   | 55.1     | 64       | 10          | 29       | 1     | 4        | 41       | 0     | 0        | 45    | 42       | 6.83     | 1.68    |
| 2002      | 日本ハム  | 8     | 0     | 0     | 0     | 0        | 0     | 2     | 0        | --          | .000  | 44    | 10.0     | 12       | 3           | 1        | 0     | 1        | 10       | 0     | 0        | 7     | 7        | 6.30     | 1.30    |
| 2003      | 日本ハム  | 40    | 0     | 0     | 0     | 0        | 0     | 2     | 0        | --          | .000  | 263   | 58.0     | 59       | 10          | 31       | 2     | 1        | 45       | 1     | 0        | 33    | 31       | 4.81     | 1.55    |
| 2004      | 日本ハム  | 28    | 8     | 0     | 0     | 0        | 4     | 3     | 0        | --          | .571  | 332   | 76.0     | 84       | 12          | 21       | 0     | 2        | 57       | 1     | 3        | 34    | 30       | 3.55     | 1.38    |
| 2005      | 日本ハム  | 28    | 9     | 0     | 0     | 0        | 5     | 1     | 0        | 4           | .833  | 301   | 72.2     | 77       | 7           | 18       | 0     | 3        | 47       | 3     | 0        | 22    | 18       | 2.23     | 1.31    |
| 2006      | 日本ハム  | 11    | 11    | 0     | 0     | 0        | 3     | 2     | 0        | 0           | .600  | 215   | 49.2     | 55       | 3           | 15       | 0     | 0        | 26       | 0     | 0        | 17    | 15       | 2.72     | 1.41    |
| 通算：8年 | 通算：8年 | 181   | 57    | 1     | 0     | 0        | 25    | 19    | 1        | 4           | .568  | 2099  | 481.0    | 507      | 62          | 180      | 4     | 18       | 328      | 9     | 6        | 243   | 222      | 4.15     | 1.43    |

### 記録
- 初登板：1999年5月20日、対福岡ダイエーホークス9回戦（東京ドーム）、7回表に3番手で救援登板、2回無失点
- 初奪三振：同上、8回表に浜名千広から
- 初先発登板・初勝利・初先発勝利：1999年5月23日、対大阪近鉄バファローズ11回戦（東京ドーム）、5回2失点
- 初セーブ：1999年5月29日、対オリックス・ブルーウェーブ8回戦（グリーンスタジアム神戸）、7回裏に2番手で救援登板・完了、3回無失点
- 初完投勝利：2000年7月30日、対千葉ロッテマリーンズ18回戦（札幌市円山球場）、9回1失点
- 初ホールド：2005年3月30日、対西武ライオンズ3回戦（札幌ドーム）、8回表に3番手で救援登板、1回無失点

### 背番号
- 25 （1999年 - 2007年）